# 格蕾絲·金 (羽毛球運動員)
格蕾絲·金（英語：Grace King，2000年6月21日—），英格蘭女子羽毛球運動員。

## 簡歷
2016年10月，格蕾絲·金與馬來西亞選手謝沂逾合作出戰保加利亞羽毛球國際賽女子雙打項目，在決賽中以0比2的成績（17-21、17-21）不敵土耳其布西拉·亚尔钦卡亚/法蒂玛·努尔·亚武兹組合，屈居亞軍。

## 主要比賽成績
只列出曾進入準決賽的國際賽事成績：
| 年份   | 賽事                 | 公開賽級別 | 項目     | 拍檔      | 成績   |
| ------ | -------------------- | ---------- | -------- | --------- | ------ |
| 2016年 | 保加利亞羽毛球國際賽 | 未來系列賽 | 女子雙打 | 謝沂逾    | 亞軍   |
| 2017年 | 冰島羽毛球國際賽     | 國際系列賽 | 女子雙打 | 霍普·華納 | 亞軍   |
| 2017年 | 歐洲青年羽毛球錦標賽 | 其他       | 混合團體 | －        | 季軍   |
| 2017年 | 毛里裘斯羽毛球國際賽 | 國際系列賽 | 女子單打 | －        | 準決賽 |

| 2007-2017年 | 首要超級賽 | 超級賽 | 黃金大獎賽 | 大獎賽 | 國際挑戰賽 | 國際系列賽 | 未來系列賽 | 其他 |

| 2018-2026年 | 總決賽 | 超級1000賽 | 超級750賽 | 超級500賽 | 超級300賽 | 超級100賽 | 國際挑戰賽 | 國際系列賽 | 未來系列賽 | 其他 |